# Floutern Tarn
Der Floutern Tarn ist ein See im Lake District, Cumbria, England.
Der Floutern Tarn liegt nördlich des Great Bourne und südlich des Hen Comb. Der See hat keinen erkennbaren Zufluss und einen unbenannten Abfluss an seiner Ostseite, der in den Mosedale Beck mündet.
Nahe seinem Abfluss kann man die Überreste der Red Gill Mine erkennen, in der Eisenerz abgebaut wurde. Es sollte eine Bahnverbindung zur Mine gelegt werden, die eine Eisenbahnlinie am Cogra Moss treffen sollte. Am Floutern Tarn sollte dafür eine Maschine fest installiert werden, die die Waggons den Berg hinaufzog. Die Mine wurde nach nur sechs Jahren 1877 als zu kostspielig zu betreiben geschlossen und der Bahnanschluss nicht verwirklicht.